# Anterastes ucari
Anterastes ucari är en insektsart som beskrevs av Battal Çiplak 2004. Anterastes ucari ingår i släktet Anterastes och familjen vårtbitare. Inga underarter finns listade i Catalogue of Life.